# Huillinco (Los Lagos)

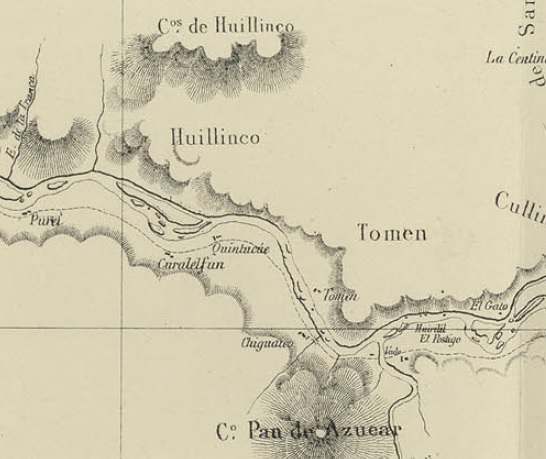
Huillinco en el Mapa de la expedición de Francisco Vidal Gormaz en 1869

Huillinco es un caserío de la comuna de Los Lagos, ubicada al norte del Río Calle Calle y al oeste de la capital comunal, junto a la ruta 5.

## Hidrología
Huillinco se encuentra en la ribera norte del río Calle Calle junto al estero Huillinco.

## Accesibilidad y transporte
Huillinco se encuentra a 22,7 km de la ciudad de Los Lagos a través de la Ruta T-35.